# زه حسين (غافروبارمون)
زه حسین (بالفارسية: زه حسین) هي قرية تقع في إيران في هرمزغان. يقدر عدد سكانها بـ 0 نسمة بحسب إحصاء 2016.